# جوزيف باورز
جوزيف باورز (بالإنجليزية: Joseph Bowers)‏ هو مجرم أمريكي، ولد في 13 ديسمبر 1896 في النمسا، وتوفي في 27 أبريل 1936 في جزيرة ألكتراز في الولايات المتحدة.